# 16666 Liroma
16666 Liroma (1993 XL1) là một tiểu hành tinh vành đai chính được phát hiện ngày 7 tháng 12 năm 1993 bởi C. S. Shoemaker ở Palomar.